# In & Out
In & Out è un film commedia del 1997 diretto da Frank Oz ed interpretato da Kevin Kline, Matt Dillon, Tom Selleck e Joan Cusack. Quest'ultima ha ricevuto una nomination al Premio Oscar come miglior attrice non protagonista.
Il film è stato uno dei pochi tentativi di Hollywood di realizzare un film commedia sugli omosessuali della sua epoca, ed è rimasto particolarmente famoso il bacio di 12 secondi tra Kevin Kline e Tom Selleck.

## Trama
La trama del film prende spunto dal discorso che Tom Hanks fece dopo aver ricevuto l'Oscar per Philadelphia, in cui dedicò il premio al suo ex professore di drammaturgia Rawley Farnsworth ed al suo ex compagno di classe John Gilkerson, "due dei migliori gay americani, due uomini meravigliosi di cui ho avuto la fortuna di essere amico.".
Howard Brackett è un insegnante di letteratura inglese molto amato dai suoi studenti, appassionato di poesia e ammiratore di Barbra Streisand. Ormai prossimo al matrimonio con la sua storica fidanzata e collega insegnante Emily Montgomery, che è dimagrita di 33 chili per lui, Howard vive un'esistenza tranquilla nella cittadina immaginaria di Greenleaf, nell'Indiana, i cui abitanti attendono con trepidazione l'esito della candidatura al Premio Oscar dell'ex allievo di Howard, Cameron Drake, il quale ha interpretato un film su un soldato omosessuale. Cameron viene premiato con l’Oscar al miglior attore e, durante la cerimonia, dichiara che ha tratto ispirazione per il suo personaggio dal professor Brackett, a cui dedica il premio, aggiungendo che egli è gay.
La famiglia, gli amici, gli studenti, i colleghi di Emily e di Howard sono sconvolti dalla rivelazione ed anche quest’ultimo si mostra sorpreso per la dichiarazione del suo ex allievo. Con rabbiosa fermezza, egli rassicura quanti lo conoscono di essere eterosessuale.
Dopo la trasmissione televisiva della serata di premiazione, i giornalisti invadono la piccola cittadina, importunando Howard con richieste di interviste. Howard è posto sotto l'esame accurato del suo capo, il preside Tom Halliwell, a disagio per l'attenzione che viene rivolta alla scuola. I giornalisti lasciano Greenleaf dopo aver scritto la loro storia, tranne uno, il reporter Peter Malloy, che intende rimanere tutta la settimana per poter assistere al matrimonio di Howard con Emily.
Howard continua ad essere tormentato e costernato dai mutati atteggiamenti di tutti quelli che lo circondano e decide che deve avere un primo rapporto sessuale con Emily per dimostrare - anzitutto a se stesso - la sua eterosessualità (in precedenza i due si erano promessi di arrivare illibati al matrimonio) ma Howard scopre che non può farcela.
Howard viene poi investito da Peter, che gli rivela di essere gay e, cercando di dargli consigli utili, lo mette al corrente della propria esperienza. Ma Howard insiste che non è gay e, a quel punto, Peter lo bacia sulle labbra. Sebbene turbato, Howard reagisce. Rientrato a casa, Howard prova a testare la sua mascolinità con l'uso di una cassetta audio, ma l'operazione fallisce.
Durante la cerimonia nuziale, Emily recita il suo voto senza esitazione ma quando Howard viene sollecitato dal ministro a pronunciarsi afferma a gran voce di essere gay. Il matrimonio viene annullato e sebbene Peter sia orgoglioso di Howard, Howard è furioso con se stesso per aver ferito Emily. Howard quindi viene pure licenziato dalla scuola per la sua esternazione ma partecipa ugualmente alla cerimonia finale per la consegna dei diplomi, per sostenere i suoi studenti.
Quando uno di loro, ammesso al college grazie al lavoro di Howard, apprende che egli è stato licenziato perché gay, lui per primo e poi tutti i suoi compagni di classe (anche donne) si proclamano gay, mostrandogli il loro sostegno. La famiglia di Howard segue l'esempio così come i suoi amici e tutti i cittadini riuniti. Avendo appreso del blitz dei media mentre era a Los Angeles, Cameron vola nella cittadina con la sua ragazza, una supermodella anoressica, per sostenere il suo ex insegnante. Sebbene Howard non vinca il premio "Insegnante dell'anno", Cameron lo premia donandogli il suo Oscar.
Successivamente i genitori di Howard rinnovano i loro voti in chiesa. Howard, Peter ed il resto dei cittadini partecipano alla festa. Tra la folla ci sono anche Emily e Cameron, che sembrano aver iniziato una relazione. Ognuno balla sulle note di Macho Man, canzone del Village People, band gay degli anni ‘80.

### La cerimonia degli Oscar
- Durante la sequenza della cerimonia degli Oscar appaiono in un cameo le attrici Whoopi Goldberg e Glenn Close nella parte di loro stesse.
- La statuetta consegnata a Cameron Drake/Matt Dillon è quella personale di Kevin Kline, che la vinse nel 1989 come miglior attore non protagonista per il film Un pesce di nome Wanda.
- Il completo indossato da Cameron Drake/Matt Dillon alla premiazione ricalca quello indossato da Brad Pitt alla Cerimonia degli Oscar dell'anno precedente.
- Essendo una cerimonia degli Oscar a tutti gli effetti, il regista Frank Oz volle giustamente inventare dei candidati e delle pellicole che avrebbero concorso per il finto Oscar contro Cameron Drake/Matt Dillon ed il suo film To Save and Protect:
  - Paul Newman - Rinco (Coot nell'originale)[2]
  - Clint Eastwood - L'ultima fermata (Codger)
  - Michael Douglas - Istinti primordiali (Primary Urges)
  - Steven Seagal - Palla di neve all'inferno (Snowball in Hell)

## Accoglienza
Il film è stato ben accolto dalla critica. Le interpretazioni furono ampiamente elogiate, specialmente quelle di Cusack, che infatti si guadagnò una candidatura all'Oscar, e di Kline.
Il film ha anche attirato l'attenzione per la rappresentazione dell'omosessualità in una commedia "mainstream" che, come scrive Rita Kempley Howe in The Washington Post , "riesce a sfoggiare e sfuggire allo stereotipo gay". I critici hanno anche notato il trattamento generalmente asessuale dell'omosessualità: Janet Maslin ha commentato nel New York Times che il film non è stato fatto "per associare l'omosessualità al sesso reale", mentre altre recensioni hanno evidenziato che "finalmente viene discussa la gente gay fuori dalla camera da letto e nel negozio di dischi".
Nonostante le recensioni generalmente positive, molti critici ritengono che il finale sia debole e non all'altezza del resto del film.
Il film ha avuto successo al botteghino, incassando 15019821 $ nel primo weekend di programmazione e 63856929 $ in totale.

## Riconoscimenti
- 1998 - Premio Oscar
  - Nomination Migliore attrice non protagonista a Joan Cusack
- 1998 - Golden Globe
  - Nomination Miglior attore in un film commedia o musicale a Kevin Kline
  - Nomination Migliore attrice non protagonista a Joan Cusack
- 1997 - Chicago Film Critics Association Award
  - Nomination Migliore attrice non protagonista a Joan Cusack
- 1998 - MTV Movie Awards
  - Nomination Miglior bacio a Kevin Kline e Tom Selleck
- 1997 - Satellite Award
  - Miglior attrice non protagonista in un film commedia o musicale a Joan Cusack
  - Nomination Miglior film commedia o musicale
  - Nomination Miglior attore in un film commedia o musicale a Kevin Kline
- 1998 - Blockbuster Entertainment Awards
  - Nomination Miglior attore in un film commedia a Kevin Kline
  - Nomination Miglior attrice in un film commedia a Joan Cusack
  - Nomination Miglior attore non protagonista in un film commedia a Tom Selleck
  - Nomination Miglior attrice non protagonista in un film commedia a Debbie Reynolds
- 1997 - Boston Society of Film Critics Award
  - Nomination Miglior attrice non protagonista a Joan Cusack
- 1997 - Critics' Choice Movie Award
  - Migliore attrice non protagonista a Joan Cusack
- 1998 - GLAAD Media Awards
  - Miglior film della grande distribuzione
- 1998 - Artios Award
  - Nomination Miglior casting per un film commedia a Margery Simkin
- 1997 - New York Film Critics Circle Awards
  - Miglior attrice non protagonista a Joan Cusack
- 1998 - American Comedy Awards
  - Attrice non protagonista più divertente a Joan Cusack
- 1998 - Chlotrudis Awards
  - Miglior attrice non protagonista a Joan Cusack
- 1998 - Online Film & Television Association
  - Nomination Miglior attore in un film commedia o musicale a Kevin Kline
  - Nomination Miglior attrice in un film commedia o musicale a Joan Cusack
  - Nomination Miglior attrice non protagonista a Joan Cusack
- 1997 - Society of Texas Film Critics Awards
  - Miglior attrice non protagonista a Joan Cusack